# Bhikhari Thakur

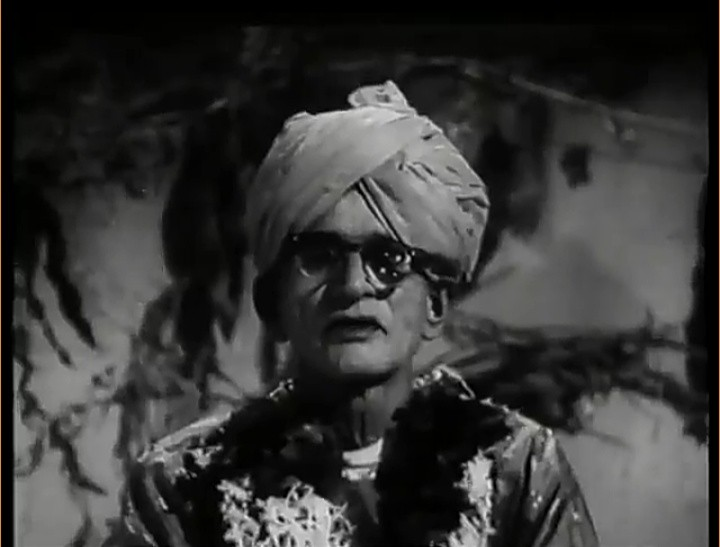
Bhikhari Thakur

Bhikhari Thakur (18 december 1887 - 10 juli 1971) was een Indiaas dichter, toneelschrijver, tekstschrijver, acteur, volksdanser, volkszanger en sociaal activist, algemeen beschouwd als de grootste schrijver in de taal Bhojpuri en de meest populaire volksschrijver van Purvanchal en Bihar. Hij wordt vaak de "Shakespeare van Bhojpuri" en "Rai Bahadur" genoemd. Hij staat ook bekend als de vader van de volkstheatertraditie van Bidesiya.
Zijn werken bestaan uit meer dan een dozijn toneelstukken, monologen, gedichten, bhajans die in druk zijn verschenen als 29 boeken. Opmerkelijke werken zijn Bidesiya, Gabarghichor, Beti Bechwa en Bhai Birodh. Gabarghichor wordt vaak vergeleken met Bertolt Brechts toneelstuk Der kaukasische Kreidekreis.